# Galenos

Galenou Apanta, 1538

Galenos von Pergamon, auch (Aelius) Galenus (altgriechisch Γαληνός, deutsch üblicherweise Galen, in mittelalterlichen Handschriften und frühneuzeitlichen Drucken auch Galienus; * 129 bzw. zwischen 128 und 131 in Pergamon in Kleinasien; † zwischen 199 und 216 in Rom), war ein griechischer Arzt, Anatom, medizinischer Schriftsteller, Forscher und Universalgelehrter, der vorwiegend in Rom tätig war.
Galen, der mit seinen in griechischer Sprache verfassten etwa 200 Schriften ein Werk enzyklopädischen Ausmaßes schuf, gilt als einer der bedeutendsten Ärzte des Altertums. Er baute die hippokratische Lehre, insbesondere die Vier-Säfte-Lehre (Humoralpathologie), die er systematisierte, aus. Seine umfassende Lehre über Anatomie und Physiologie des menschlichen Körpers beherrschte bis ins 17. Jahrhundert die gesamte Heilkunde. Er erwarb sich auch große Verdienste um die Arzneimittellehre. Zudem befasste er sich mit Sprachforschung.

## Leben

### Herkunft und Name
An Galens Geburtsort Pergamon befand sich das um die Mitte des 2. Jahrhunderts bekannteste Heiligtum des Asklepios. Sein Vater, ein Architekt und Mathematiker namens Nikon, unterrichtete Galen in aristotelischer Philosophie, Mathematik und Naturlehre.
Gelegentlich wird in Fachpublikationen außerhalb der Altertumswissenschaft angegeben, Galenos habe den Gentilnamen Claudius – abgekürzt Cl. – getragen. In den erhaltenen antiken Quellen ist er nicht bezeugt. Viele Altertumswissenschaftler meinten lange Zeit auch, dass ihn keine einzige griechische Handschrift überliefere; dies wird jedoch durch einige neue Erkenntnisse infrage gestellt (beispielsweise kommt in einem griechischen Kodex, der um 1200 entstanden ist, die Namenskomponente Claudius vor). Gemäß der bisherigen Forschungsansicht wurde Galen erst in neuzeitlichen Werken, beginnend mit dem 15. Jahrhundert, der römischen gens Claudia zugerechnet; seinem Namen sei damals (in hypothetischen älteren lateinischen Überlieferungsträgern) ein „Cl.“ vorangestellt worden. Karl Kalbfleisch schlug im Jahr 1902 vor, hierin nicht die Abkürzung von „Claudius“, sondern die Kurzform des ehrenden Attributs „clarissimus“ („hochberühmt“) zu erkennen, den die humanistischen Schriftsteller der beginnenden Neuzeit als Namensbestandteil missverstanden hätten. Auf antike Belege konnte sich Kalbfleischs Erklärung jedoch nicht stützen, setzte sie doch für Galen römisches Bürgerrecht und Zugehörigkeit zum Senatorenstand voraus.
Häufig wird davon ausgegangen, dass er über das Bürgerrecht verfügte, womit er notwendigerweise nach dem römischen Namensrecht einen dreiteiligen Namen (die tria nomina) getragen hätte. Neben dem Namen Claudius (der nicht antik bezeugt ist) werden vor allem die Namen Aelius und Iulius als Gentilnamen Galens in Betracht gezogen. Dies hängt damit zusammen, dass durch Inschriften aus Pergamon zwei Männer namens Aelius Nicon und Iulius Nicodemus bekannt sind, von denen einer möglicherweise mit Galens Vater „Nikon“ identisch sein könnte. Letztlich lässt sich die Vaterschaft aber für beide nicht nachweisen, und es ist nicht feststellbar, ob Galenos das römische Bürgerrecht besaß oder ob er als Peregrinus wirkte.

### Medizinische Tätigkeit
Nachdem Galen sich in Pergamon zunächst mit dem Studium der Philologie und Philosophie befasst hatte, beschäftigte er sich, wohl geleitet vom Vater, ab etwa 146 vornehmlich mit der Medizin. Er studierte in der Nähe von Smyrna. Im Alter von 19 Jahren reiste er nach Alexandria, das zu jener Zeit ein Zentrum der Heilkunst und der einzige Ort war, an dem anatomische Sektionen und Untersuchungen an menschlichen Leichen durchgeführt werden durften. Die reichhaltige Bibliothek von Alexandria besaß auch viele Schriften mit detaillierten Zeichnungen, die seine wissenschaftliche Ausbildung unterstützten. Heilkuren und Pflege fanden zu der Zeit in einem Asklepieion statt, in dem sowohl Priester als auch professionelle Heilkundige tätig waren. Im Jahr 158 kehrte Galen nach Pergamon zurück. Dort betreute er an der Gladiatorenschule als Sport- und Wundarzt Gladiatoren und unterhielt gleichzeitig eine eigene ärztliche Praxis. Während der Olympischen Spiele leistete er den Athleten medizinische Hilfe. Dabei versorgte er deren frische Verletzungen, die er so auch wissenschaftlich beschreiben konnte.
Nach seiner Tätigkeit als Gladiatorenarzt war Galen ab 161 oder 162 in Rom. Die Heilung des geachteten Philosophen Eudemos von Pergamon ermöglichte ihm eine Tätigkeit als Arzt der römischen Aristokratie. Ebenfalls bedeutend für seine Karriere dürfte die medizinische Betreuung des vormaligen Konsuls Flavius Boethus, dem er anatomische Abhandlungen widmete, und dessen Familie gewesen sein. Um 166 verließ er Rom, wahrscheinlich wegen einer dort ausgebrochenen Epidemie (Antoninische Pest). Zurück in Pergamon nahm er seine Arbeit als Gladiatorenarzt wieder auf. Im Jahr 168 reiste er auf Bitte des römischen Kaisers Mark Aurel nach Aquileia, wo eine „Pest“ unter den römischen Soldaten ausgebrochen war. Seine präzise Beschreibung der vorgefundenen Krankheitssymptome lässt vermuten, dass es sich bei dieser Seuche wohl nicht um die Pest, sondern um eine Pockenepidemie gehandelt hatte.
Galen hatte auch den Historiker Thukydides und dessen Schilderungen der 430 v. Chr. aufgetretenen „Pest von Athen“ zitiert. Er zitiert aber auch andere griechisch schreibende Autoren, darunter Epiker (Homer, Hesiod), Tragiker (Aischylos, Sophokles), Komiker (Menander), Philosophen (Chrysippos) und Redner (Demosthenes).
Dem Wunsch des Kaisers entsprechend wurde er ab 169 in Rom Leibarzt des Kaisersohnes und Thronfolgers Commodus, später vermutlich auch des Kaisers Septimius Severus. Bei einem Großbrand in Rom im Jahr 192 wurde auch Galens Bibliothek vernichtet, was er in einem erst 2007 entdeckten Werk namens Über die Unverdrossenheit beklagte.
Galen starb in Rom, der genaue Zeitpunkt ist unbekannt. Teile der Forschung gehen vom Sterbejahr 199 oder 200 aus, doch wird mittlerweile sein Tod meist um das Jahr 216, oftmals zumindest nach 204 datiert.

## Werk

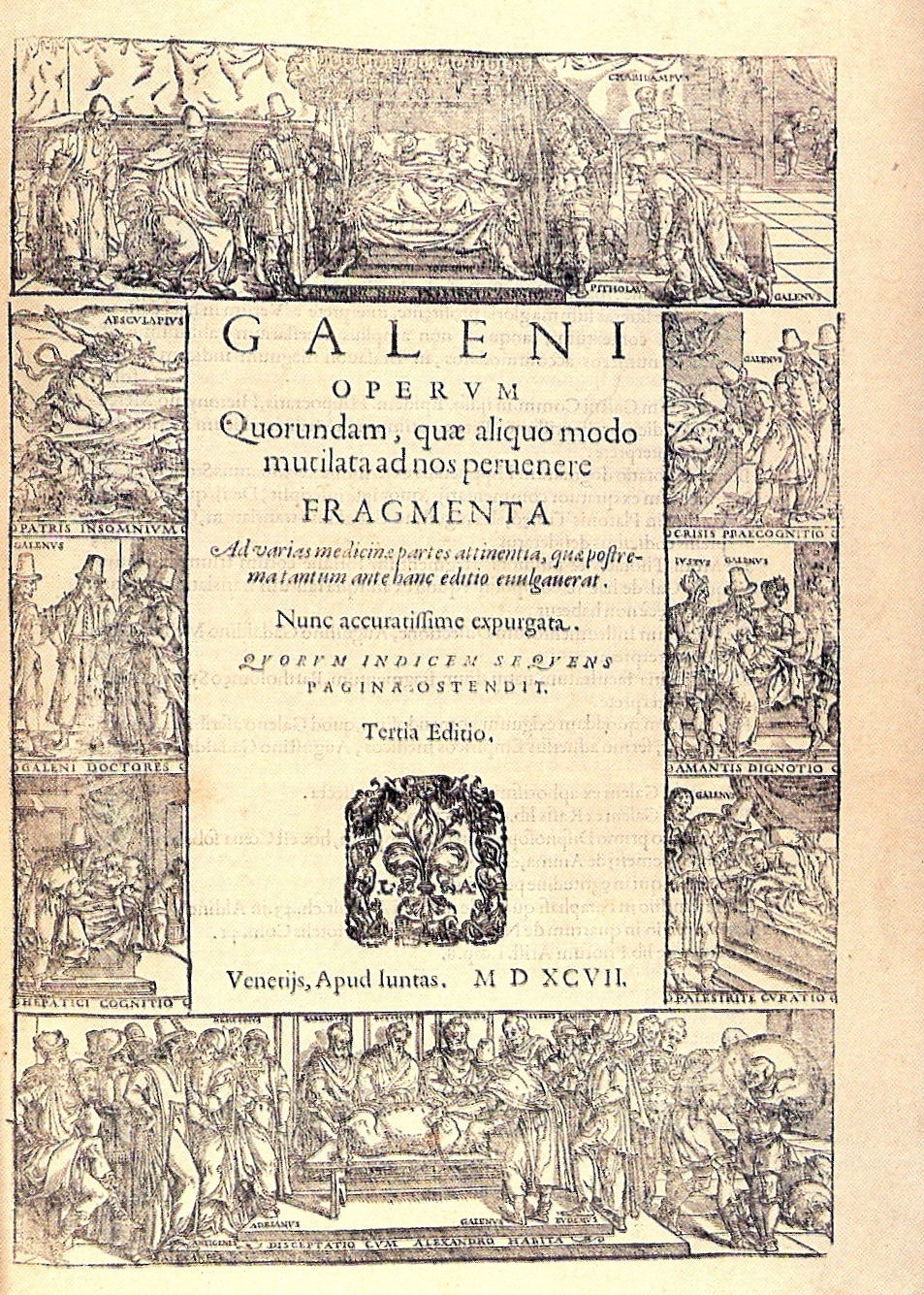
Titelseite der 1597 in Venedig erschienenen „Opera“

Galens medizinisches Hauptwerk ist der ab etwa 175 entstandene Methodus medendi („Die therapeutische Methode“), es besteht aus 14 Büchern. Der Leitgedanke darin ist, dass alle Erscheinungen in der Natur und beim Menschen einen bestimmten Zweck erfüllen. Galen begriff den Menschen als eine Leib-Seele-Einheit, die von zwei Seiten beeinflusst wird, vom Spirituellen und von der Materie.
In seinen zwischen 161 und 177 entstandenen neun Büchern „Über die Lehrmeinungen des Hippokrates und des Platon“ (De placitis Hippocratis et Platonis), worin er sich auch mit den Schriften des Stoikers Chrysipp und in diesem Zusammenhang mit der Tragödie Medea von Euripides befasst, versucht Galen nachzuweisen, dass die Vorstellungen des Arztes Hippokrates und des Philosophen Platon über die Seelenkräfte, welche die geistigen und physischen Körpervorgänge steuern sollen, übereinstimmen.
Er nahm die in der Philosophie bzw. Naturphilosophie entwickelte Vier-Elemente-Lehre auf, wonach (das warme und trockene) Feuer, (die kalte und trockene) Erde, (die warme und feuchte) Luft und (das kalte und feuchte) Wasser in unterschiedlicher Zusammensetzung die Grundelemente allen Seins darstellen. Ebenso knüpfte er an die in der hippokratischen Medizin bereits in Ansätzen entwickelte Säftelehre an, welche den aus den vier Elementen entwickelten vier Körperssäften Blut, Schleim, gelbe Galle und schwarze Galle jeweils die vier Qualitäten (Primärqualitäten) warm und feucht, kalt und feucht, warm und trocken und kalt und trocken zuordnete. Galen nahm an, dass jede Krankheit durch eine Verschiebung des Gleichgewichts zwischen den vier Körpersäften entstehe. Die von Galen postulierten vier Geschmacksqualitäten (Sekundärqualitäten) sind: Blut – süß, Schleim – salzig, gelbe Galle – bitter, schwarze Galle – sauer und scharf. Darüber hinaus verknüpfte er die vier Säfte auch mit den vier Lebensphasen des Menschen. Krankheit war für ihn eine Dyskrasie, eine fehlerhafte Mischung der Säfte. Galen legte bei der Diagnose von Krankheiten besonderen Wert auf die Untersuchung von Harn und Puls (Galen zitiert in De pulsuum differentiis IV) auch ausgiebig aus den drei Büchern des Philalethen Demosthenes über den Puls). Dabei hatte, wie er in der zu seinen Alterswerken gehörenden, sechs Bücher umfassenden, Schrift De locis affectis („Über die erkrankten Körperteile“) es darstellte, die Beobachtung des Pulses für Galen eine vorrangige Bedeutung bei den Diagnosemethoden lokaler Erkrankungen.
Diesem Ansatz folgend entwickelte Galen ein eigenständiges pharmakotherapeutisches System, das er in einigen seiner Schriften darlegte. Unter diesen der Medikamentenherstellung gewidmeten Schriften sind insbesondere sein De compositione medicamentorum in 17 Büchern und sein (zwischen 169 und 180 und nach 193 entstandenes Werk) De simplicium medicamentorum temperamentis et facultatibus („Über die Mischung und Wirkung der einfachen Heilmittel“) in 11 Büchern zu nennen. Ziel war eine aus Erfahrung abgeleitete, auf Erkenntnis ursächlicher Zusammenhänge und Vernunft basierende Pharmakologie, die mittels des geschriebenen Wortes weitergegeben, überprüft und weiterentwickelt werden konnte. Denn „die Vernunft lehrt uns das allgemeine Ziel der Heilung bei jedem Leiden, die Erfahrung die Kräfte des Stoffes.“ Entsprechend stellte der erste Teil seines De compositione medicamentorum die theoretischen Grundlagen seiner Arzneimittellehre dar, während im zweiten Teil die speziellen Rezepte im Einzelnen folgten. Bei ihnen legte Galen Wert darauf, dass sie erprobt seien und auf Erfahrung beruhten und dass ihr Wert von den anerkanntesten Pharmakologen bestätigt würde. Als Hauptquelle seiner theoretischen Pharmakologie ist jedoch seine Schrift De simplicium medicamentorum temperamentis et facultatibus anzusehen, die auch im 16. Jahrhundert (ebenso wie seine anatomischen Aussagen) noch eine Grundlage medizinischer Vorlesungen war. Zu Galens praktisch-pharmakologischen Schriften gehört das zwei Bücher umfassende Werk De antidotis („Über Gegenmittel“).
Die von ihm angewandten Medikamente unterteilte er in elementare, die nur eine der vier elementaren Qualitäten besaßen, kombinierte – sie wiesen zwei Qualitäten, eine Haupt- und eine Nebenwirkung auf – sowie spezifische für besondere Fälle, etwa Abführ-, Brech- oder Entwässerungsmittel. Während die simplicia genannten elementaren Medikamente zum Teil auf die materia medica des im 1. Jahrhundert wirkenden Arztes Pedanios Dioskurides zurückgingen, hatte Galen viele seiner composita durch empirische Untersuchungen entwickelt. Jede Krankheit verlangte nach einem eigenen Medikament, für dessen Auswahl und Dosierung man das temperamentum, das heißt die angemessene Mischung der Säfte des Kranken selbst, und des erkrankten Körperteils im Speziellen, sowie den Wirkungsgrad des Medikamentes beachten müsse. Er stellte damit die Therapie und Pharmakologie auf eine systematische Basis.
Die Wirkungsgrade (bzw. Intensitäten) seiner Stoffe unterschied er folgendermaßen:
1. kaum merklich
2. mit den Sinnen deutlich wahrnehmbar
3. heftig, leicht schädigend
4. heftig, zerstörend.

Krankhaften Veränderungen der ausgewogenen Mischung der Säfte, die sich durch Erhitzen, Anfeuchten, Erkälten oder Austrocknen der betroffenen Körperteile zeigten, müsse mit entgegengesetzt wirkenden Medikamenten begegnet werden. Hierbei sei die Anziehungskraft eines Körperteils auf bestimmte Medikamente, die durch die ähnliche Beschaffenheit auf elementarer Ebene hervorgerufen werden könne, zu berücksichtigen.
An den komplizierten Rezepturen Galens orientierte sich die Pharmakologie des islamischen bzw. arabischsprachigen und des abendländischen Kulturraums bis ins Spätmittelalter. Erst unter dem Einfluss der medizinischen Lehre des Paracelsus verlor diese, Galenik genannte, Lehre von Herstellung und Zubereitung der Medikamente im Verlauf der frühen Neuzeit an Bedeutung, der Begriff blieb erhalten.
Galens Hauptwerk zur Physiologie stellt die aus 17 Büchern bestehende, zwischen 162 und 180 entstandene Schrift De usu partium corporis humani („Über den Nutzen der Körperteile“) dar.
In seinem, laut einleitendem Text auf Vorschlag eines Hieron und anderer Personen aus dem Freundeskreis Galens entstandenen Werk vereinigte Galen zwei über Jahrhunderte hinweg im Widerstreit stehende medizinische Herangehensweisen.
- Die „empirische“ Tradition, der Galen (im ersten Buch seines Methodus medendi) auch kritisch[37] gegenüberstand, wurde von Hippokrates (um 400 v. Chr.) begründet. Diese Herangehensweise war ausdrücklich nichtanatomisch und prognostisch; sie bestand ausschließlich in der Analyse von Symptomen. Der Körper wurde vor dem Hintergrund der Humoralpathologie vor allem als aus vier Säften bestehend verstanden. Atomistische Vorstellungen lehnte er hingegen, wie aus seiner Schrift Über die Elemente nach Ansicht des Hippokrates hervorgeht,[38] ab.
- Die „dogmatische“ Tradition geht auf die alexandrinische Medizin aus dem 3. Jahrhundert v. Chr. zurück. Im Gegensatz zu der empirischen Tradition beschäftigt sich die dogmatische mit den festen Bestandteilen des Körpers. Deren Urheber Herophilos von Chalkedon und Erasistratos waren möglicherweise die Ersten, die jemals einen Menschen seziert haben. Die Symptome eines Patienten wurden als Folgen von anatomischen Veränderungen betrachtet.

Diese methodische Synthese, die auch die Anatomie und Physiologie bzw. Naturphilosophie des Aristoteles miteinbezog, begründete Galens maßgeblichen Einfluss auf die mittelalterliche Medizin bis hin zur Renaissance. Sein Werk ist beeinträchtigt durch eine stark hervortretende Teleologie, die er mit monotheistischen Ideen verbindet, was seine Rezeption durch das christliche Mittelalter erleichterte. Galen führte umfangreiche Sektionen und Vivisektionen an Tieren durch und verfasste nahezu 400 Schriften, die nach seinem Tod durch Oreibasios (326–403) in 70 Büchern zusammengefasst wurden. Knapp ein Viertel davon ist im griechischen Original oder in lateinischen, arabischen oder syrischen Übersetzungen erhalten. Wie auch später gingen zu Lebzeiten Galens bereits Teile seines Werkes verloren, so im Jahr 191 beim Brand des Tempels der Göttin Pax in Rom. Bis ins 17. Jahrhundert und darüber hinaus dienten sie als medizinische Lehrgrundlage an den Universitäten.
Sein 15 Bücher umfassendes, zwischen 168 und dem Tod Galens entstandenes Anatomiewerk Über die Verfahrensweisen beim Sezieren ist vollständig nur in arabischer Übersetzung erhalten. Vom griechischen Original sind die ersten acht Bücher und der Anfang des neunten Buches erhalten.
Viele von Galens Ansichten über die menschliche Anatomie waren jedoch unzutreffend, da er die anhand seiner Sektionen von Schweinen, Affen und Hunden gewonnenen Erkenntnisse einfach auf den Menschen übertragen hatte, wie etwa die Vorstellungen von Bau und Funktion einer zweiteiligen Gebärmutter (Uterus bicornis). Seine Werke dienten als Grundlage anatomischer Vorlesungen und wurden als so vollständig angesehen, dass man lange Zeit keinen Anlass zur Überprüfung sah. Es war nicht üblich und häufig sogar verboten, menschliche Körper zu sezieren. Stellten Ärzte zufällig bei einer Leiche Abweichungen von Galens Lehre fest, hielten sie das untersuchte Organ für eine Missbildung. Vesalius war in den 1530er Jahren der Erste, der erkannte, dass Galen wohl nie einen Menschen seziert hatte. Er beklagte, man hätte bei einem Metzger mehr über Anatomie lernen können als bei anatomischen Vorlesungen. Vesalius’ eigene Leichensektionen in den 1540er Jahren, die er dank guter Beziehungen zur Obrigkeit hatte durchführen können und sein 1543 erschienenes Werk De humani corporis fabrica widerlegte als unumstößlich angesehene anatomische Aussagen Galens und belebten die anatomische Forschung.
Bis heute gültig sind die von Celsus beschriebenen, und später von Galen ergänzten, Kardinalzeichen der Entzündung:
- Rubor (Rötung)
- Calor (Überwärmung)
- Tumor (Schwellung)
- Dolor (Schmerz)
- Functio laesa (Funktionseinschränkung)

Zum Werk Galens, der sich auch als Philologe betätigte, gehören zudem (weitgehend verlorengegangene) sprachwissenschaftliche Schriften, etwa (in De captionibus) zur Mehrdeutigkeit sprachlicher Begriffe und zu zahlreichen Dialekten des Griechischen in lexikographischen Studien. So hat er, insbesondere auf der Grundlage schöngeistiger Literatur, 48 Bände zum Wortschatz des Attischen verfasst.

## Galens pathophysiologische Vorstellungen
Sind sämtliche Körperbestandteile – darunter versteht Galen die Säfte, das Pneuma und die res naturales (die „konstitutionellen Bedingtheiten“ des individuellen Lebens) – in ausreichender Qualität und Quantität vorhanden und diese körperlichen Funktionen im Sinne einer Zweckmäßigkeit (Teleologie) im freien Fluss, resultiert Gesundheit, sanitas.
Für Galen gibt es fließende Übergänge zwischen dem Zustand der Gesundheit, sanitas, des Krankseins, aegritudo, und einem Zwischenzustand, neutralitas. Dieses Gleich- oder Ungleichgewicht wird durch Größen der res naturales, res non naturales (die nicht-konstitutionellen und damit „konditional-physiologischen Bedingtheiten bzw. prozessualen Abläufe“ im individuellen Organismus) und res praeter naturales geregelt.
Die Einflussfaktoren jener drei Gruppierungen bestimmen den Umgang hinsichtlich einer Prophylaxe, praeservatio, Gesunderhaltung, conservatio sanitatis, oder Therapie, curatio.
Als „res naturales“ betrachtet Galen:
- elementa, Feuer, Luft, Wasser, Erde und ihre Qualitäten warm, kalt, feucht und trocken;
- complexiones sive commixtiones, die verschiedenen Mischungsverhältnisse der elementa und deren innewohnenden Qualitäten;
- compositiones sive humores, die vier Körpersäfte Blut, Schleim, gelbe Galle, schwarze Galle und deren Wechselwirkungen aufeinander;
- membra, die Organe des Körpers;
- virtutes, die im Körper wirkenden Kräfte virtus animalis, virtus naturalis und virtus spiritualis;
- operationes sive actiones, die Wirkungen der virtutes im Körper
- spiritus, die durch eine hauchartige, auch Pneuma genannte, Substanz vermittelte organbezogene Kraft, die als spiritus vitalis („Lebenspneuma“, gespeichert in der linken Herzkammer) vom, nach Galens, Aristoteles entgegenstehender, Vorstellung aus zwei Kammern bestehenden, Herzen in die Arterien, unter anderem zu einem Arteriengeflecht unter der Schädeldecke, fließt. Dort erfährt sie eine Umwandlung in einen spiritus animalis („Seelenpneuma“), welcher dann in die Hirnventrikel und von dort zu den Nerven[48] gelangt und als spiritus naturalis von der Leber in die Venen zieht.[49][50][51][52][53] Ein Teil des von der Leber als Bildungsort ausgehenden Blutes gelangte gemäß Galen über die große Hohlvene in die rechte Herzkammer und von dort in die Lunge. In der Herzscheidewand nahm er Poren an, die diesem Blut den Weg in die linke Herzkammer ermöglichen, wo das Blut mit den aus der Atemluft stammenden „Lebensgeistern“ (Pneuma, Spiritus) vermischt und anschließend beim Organ- und Gewebeaufbau verbraucht wird. Galens Lehre von der Blutbewegung blieb (ebenso seine Lehre von den drei Digestionen) bis ins 17. Jahrhundert maßgebend.[54][55]

Hingegen sind die sogenannten sex res non naturales (die Bezeichnung stammt nicht direkt von Galen) jene sechs fundamentalen Bedingungen bzw. Grundgegebenheiten menschlicher Gesundheit, welche die richtige Mischung der Körpersäfte beeinflussen:
- aer, die Qualität der umgebenden Luft (Helligkeit, Temperatur, Feuchte, Geruch und Reinheit sowie Windverhältnisse und das jahreszeitliche Klima in bestimmten Gegenden; ebenso die Qualität von Wohnung und Kleidung);
- cibus et potus, die Qualität der Nahrung und der Getränke nach ihren Eigenschaften warm, kalt, feucht, trocken, ob vegetabiler oder animalischer Herkunft, und die Art ihrer Zubereitung; ebenso der Zeitpunkt und die Art der Nahrungsaufnahme;
- motus et quies, der Einfluss von maßvoller, aber auch übermäßiger Bewegung des Körpers oder einzelner Körperteile bei Arbeit, motus, und Ertüchtigungsübungen, exercitia, sowie die Zeit der Ruhe und Erholung;
- somnus et vigilia, die Bedeutung von rechter Zeit und Dauer der Schlaf- und Wachzeiten für den Ablauf physiologischer Prozesse; ebenso die gesundheitsförderliche Gestaltung des Bettes (Kopfende höher als Fußteil) und richtige Schlafhaltung;
- repletio et evacutio, die Regulierung und Beobachtung der Körperausscheidungen wie Stuhl und Winde, Urin, Sperma und Menstruationsblut, Tränenflüssigkeit und Speichel, Auswürfe aus Mund und Nase, Erbrochenem, Ohrenschmalz;
- accidentia animi, der förderliche oder schädliche Einfluss der sechs Affekte Zorn, ira, Freude, gaudium sive laetitia, Angst, angustia, Furcht, timor, Traurigkeit, tristitia, und Scham, verecundia.

## Nachwirkung

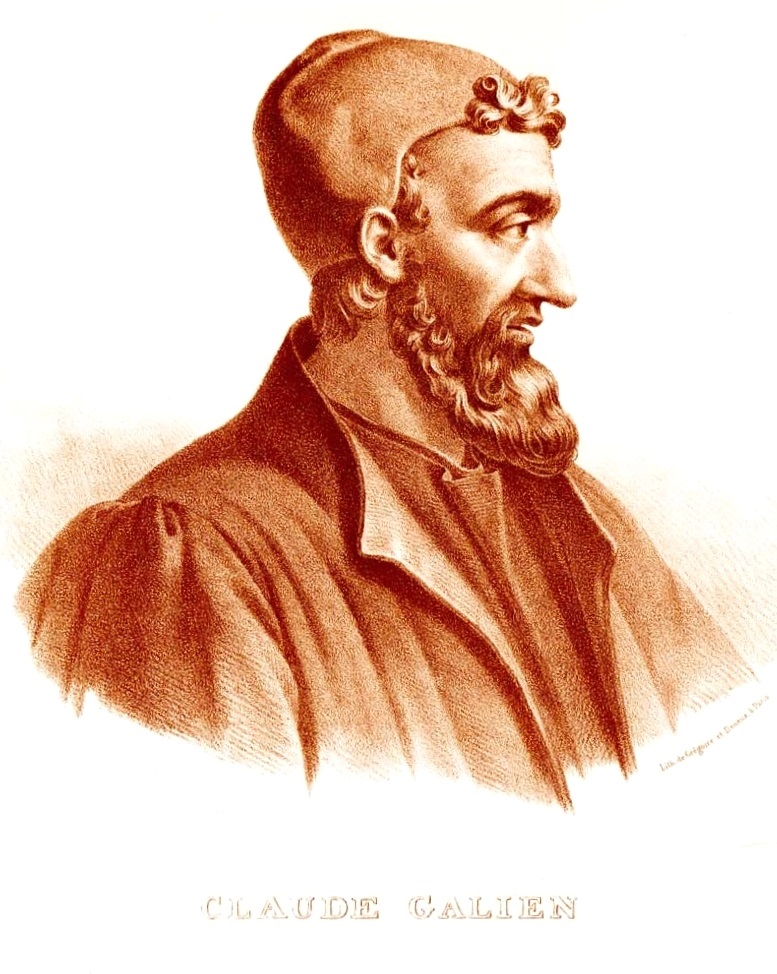
Galen, lithographisches Phantasieporträt der Neuzeit

### Rezeption in der Medizin, Galenismus
Galens Schriften wurden in Abschriften unter anderem in griechischer, lateinischer, persischer und hebräischer Sprache überliefert. Galens systematisch ausgebautes Werk, das im frühen Mittelalter von Hunain ibn Ishāq (808–873), der zudem eine verbreitete Einführung (Isagoge) in Galens Werke schrieb, auch ins Syrische und Arabische übersetzt wurde (siehe auch Articella), war in seinem Umfang und in seinem wissenschaftlichen Niveau für die Nachwelt von solcher Autorität, dass es 1400 Jahre brauchte, bis es durch neuere Forschungen langsam überwunden wurde. Seine Hypothese der Blutströmung vom Zentrum, wo das Blut in der Leber gebildet werde, zur Peripherie des Körpers wurde erst im 17. Jahrhundert durch William Harvey und Marcello Malpighi (zum Teil auch schon im 13. Jahrhundert von Ibn an-Nafīs) gegen erhebliche Widerstände revidiert.
Im 16. Jahrhundert standen sich die sogenannten Galenisten (etwa Leonhart Fuchs in seinen Institutiones) als Anhänger der Lehren Galens und die „Arabisten“, welche sich vor allem auf Avicenna beriefen, gegenüber. Der (medizinische) Galenismus nahm zu dieser Zeit zu, der „Arabismus“ ab. Ebenso gab es (bis ins 17. Jahrhundert) Auseinandersetzungen zwischen Galenisten und den sogenannten Paracelsisten.
Galens Auffassung der Humoralpathologie hatte als Krankheitskonzept Bestand bis ins 19. Jahrhundert. Seine Lehren wurden, vor allem im Mittelalter, anderen gegenüber zu Recht bevorzugt und waren bis zum 19. Jahrhundert Grundlage des medizinischen Wissens an europäischen Universitäten.

### Galen als Namensgeber
- In der anatomischen Fachsprache wurden früher manchmal
  - die Vena cerebri magna als Galensche Ader oder als „Galens Vene“,[69]
  - der „ampullenförmig ausgeweitete Teil der Vena cerebri magna im Bereich der Einmündung der Vv. cerebri internae und der beiderseitigen Vena basalis“ als Galensche Ampulle,
  - der Ramus communicans cum nervo laryngeo inferiore des Nervus laryngeus superior als Galensche Anastomose oder als Galenscher Nerv,
  - die Pars orbitalis der Tränendrüse als Galensche Drüse,
  - die Eintrittsöffnung der Vena cava superior im rechten Vorhof als Galensches Foramen,
  - der Ductus arteriosus als Galenscher Gang,
  - der Processus styloideus ossis temporalis als Galenscher Griffelfortsatz,
  - der Fornix cerebri als Galenscher Körper und
  - der Ventriculus laryngis als Galenscher Ventrikel

bezeichnet.
- Nach Galenus sind außerdem
  - die Galenik, die Lehre von der Zubereitung der Arzneimittel („Kunst der Arzneiformung“[71]),
  - die galenische Form (eine Arzneiform oder eine Zubereitung, die aus Arzneistoff und zugesetzten Hilfsstoffen besteht),
  - die Galenica (remedia), das sind „die einfachen (meistens vegetabilischen) Arzneimittel“[72] (Galenikum,[73] galenische Mittel,[74] Galensche Präparate, galenische Pharmazie),
  - die Galenista oder Galenistes (Galenist, „Galenischer Arzt, Bekenner der Galenischen Grundsätze“),[75]
  - die fünf Galenschen Entzündungssymptome Calor, Dolor, Rubor, Tumor und Functio laesa,
  - die Galensche Krankheit Gangrän,
  - die Galensche Luxation (subakromiale Luxation der Klavikula, wie sie später Galen am eigenen Körper beobachten konnte),
  - der Galensche Schanker (Ulcus molle),
  - das Galenische Pflaster („Galenion, Galenium“) mit einer „Pflastermasse aus Safran, Aloe, Mastix, Wermuthsknospen, Wachs u.s.w.“[76] und
  - der Galensche Verband (nicht mehr gebräuchlicher dreiteiliger Kopfverband)

benannt worden.
- Carl von Linné gab einer Gattung in der Pflanzenfamilie der Mittagsblumengewächse (Aizoaceae) den Namen Galenia.[78]
- Nach Galenus ist der Mondkrater Galen benannt.
- Nach Galenus sind auch Straßen benannt.
- Mit dem Galenus-von-Pergamon-Preis wird seit 1985 die pharmakologische Forschung in Deutschland gefördert.
- Galen Peak, Berg auf der Brabant-Insel im Palmer-Archipel in der Antarktis
- Nach Galen werden zudem die pseudogalenischen Schriften bezeichnet,[79] die seit dem Mittelalter dem Corpus Galenicum in Handschriften und in frühen Buchdrucken beigefügt wurden und unter seinem Namen kursierten, aber nicht der Hand Galens entstammen, wie etwa das Harnbüchlein des Magnus von Ephesus.[80]

## Ausgaben und Übersetzungen (Auswahl)
Moderne Gesamtausgaben
- Karl Gottlob Kühn (Hrsg.): Claudii Galeni Opera omnia. 20 Bände in 22 Teilen. Cnobloch, Leipzig 1821–1833 (= Medicorum Graecorum opera quae exstant. Band 1–20; Digitalisate Biusante); Digitalisate Bayerische Staatsbibliothek: Band I 1821, II 1821, III 1822, IV 1822, V 1823, VI 1823, VII 1824, VIII 1824, IX 1825, X 1825, XI 1826, XII 1826, XIII 1827, XIV 1827, XV 1828, XVI 1829, XVII/1 1828, XVII/2 1829, XVIII/1 1829, XVIII/2 1830, XIX 1830, XX (Index) 1833. Neudruck (mit einem Nachwort von Konrad Schubring) Olms, Hildesheim 1965 — (Weiterhin maßgebliche moderne Gesamtausgabe, enthält jedoch auch nicht-galenische Texte und ist in Teilen durch textkritische Einzelausgaben ersetzt).
- Richard J. Durling, Fridolf Kudlien (Hrsg.): Galenus Latinus. Berlin 1976; Stuttgart 1992.
- Véronique Boudon (Hrsg.): Galien. Texte établi, traduit et annoté (= Collection Budé. Verschiedene Bandnummern). Bisher 10 Bände, Les Belles Lettres, Paris 2000 ff.

Ausgaben der Renaissance
- Giorgio Valla (als Übersetzer von Περἰ αἱρέσεων τοῖς εἰσαγομένοις): Introductorium ad medicinam. Anhang zu Francesco Filelfo: Orationes et opuscula. Mailand 1483/1483.
- Diomedes Bonardus: Werke Galens (übersetzt von Burgundio und Niccolò da Reggio) bei Filippo Pinzio de Caneto. Venedig 1490.
- Giorgio Valla als Übersetzer Περἰ ἀρίστης κατασκευῆς τοῦ σώματος ἡμῶν (De optima corporis constitutione), Περἰ εὐεζίας (De bono habitu) und Περἰ ἀνωμάλου δυσκρασίας (De inaequali temperie) sowie (exzerpiert unter dem Titel De praesagitura) Περἰ συστάσεως ἰατρικῆς. Ausgabe bei Bevilaqua, Venedig 1498.
- Laurentius Laurentianus: Übersetzung von Τέχνη ἰατρική, gewidmet Francesco Pandolfini. Verfasst 1500. In: Articella. Pavia 1506
- Laurentius Laurentianus: Übersetzung von Περἰ διαφορᾶς πυρετῶν, in einer Sammlung von Galen-Übersetzungen von Niccolò Leoniceno. Venedig 1508.
- Recettario di Galieno: a tutte le Infirmita de che acadeno ali Corpi humani: Cosi di dentro como di Fora. [S.l.], 1520 (Digitalisierte Ausgabe der Universitäts- und Landesbibliothek Düsseldorf).
- Claudii Galeni Pergameni Historiales Campi / Per D. Symphorianum Campegium, Equitem auratum … Lotharingiae Ducis archiatrum, in quatuor libros congesti, & commentarijs … illustrati. – Basileae : Apud And. Cratandrum, Et Io. Bebelium, Mense Augusto, 1532 (Digitalisierte Ausgabe).
- Claudii Galeni Pergameni De Compositione Medicamentorum Secundum Locos : … libri decem … / nunc primum latinitate donatum ac in lucem aeditum per Ioannem Guinterium Andernacum. – Basileae : Cratander, 1537 (Digitalisierte Ausgabe).
- Epitomes omnium Galeni operum. Venedig 1548.
- De sanitate tuenda libri sex. Übersetzt von Thomas Linacre. Rubeus, Paris 1517 [1541 kommentiert von Leonhart Fuchs]; Neudruck: Claudii Galeni Pergameni De Sanitate tuenda : libri sex. Nuperrime ad Exemplar Venetum recogniti, & divulgati. Rouil, Lyon 1549. Digitalisierte Ausgabe der Universitäts- und Landesbibliothek Düsseldorf.
- Galeni septima Classis : curandi Methodum tum diffuse tum breviter descriptam, Victus Rationem in Morbis acutis, singulorum Morborum facile paranda Remedia, privatam quorundarum Morborum Curationem, Chirurgiae Constitutionem, Fracturarum ac Luxationum Sanationem, Fasciarum denique & Laqueorum & Machinamentorum Tractatum continet. – Venetiis : Iunta, 1550 (Digitalisierte Ausgabe der Universitäts- und Landesbibliothek Düsseldorf).

Neuere Einzelausgaben
- De uteri dissectione / Über die Anatomie der Gebärmutter. Herausgegeben, übersetzt und erläutert von Diethard Nickel. Dissertation Humboldt-Universität 1968. Akademie-Verlag, Berlin 1971 (= Corpus medicorum Graecorum. V, 2, 1); Digitalisierte Ausgabe der Berlin-Brandenburgischen Akademie der Wissenschaften.
- De praecognitione / On Prognosis. Herausgegeben, ins Englische übersetzt und kommentiert von Vivian Nutton. Berlin 1979 (= Corpus Medicorum Graecorum. V, 8, 1); Digitalisierte Ausgabe der Berlin-Brandenburgischen Akademie der Wissenschaften.
- De placitis Hippocratis et Platonis / On the Doctrines of Hippocrates and Plato. Hrsg., übersetzt und erläutert von Phillip DeLacy. 3 Bände. Akademie-Verlag, Berlin 1978, 1980, 1984 (= Corpus medicorum Graecorum. Band V 4, 1, 2). – Band 1: Editio tertia lucis ope expressa; Band 2: Editio altera lucis ope expressa, Band 3: Editio altera lucis ope expressa addendis et corrigendis aucta. Berlin 2005 (Digitalisierte Ausgabe der Berlin-Brandenburgischen Akademie der Wissenschaften).
- Galeni De semine (On Semen). Edidit, in linguam Anglicam vertit, commentatus est Phillip De Lacy. Akademie-Verlag, Berlin 1992 (Corpus medicorum Graecorum V 3,1; Digitalisierte Ausgabe der Berlin-Brandenburgischen Akademie der Wissenschaften).
- De usu partium corporis humani libri XVII. Hrsg. von Georg Helmreich. 2 Bände. Leipzig 1907–1909.
- Galeni De elementis ex Hippocratis sententia (On the elements according to Hippocrates). Edidit, in linguam Anglicam vertit, commentatus est Phillip De Lacy. Akademie-Verlag, Berlin 1996 (Corpus medicorum Graecorum V 1, 2; Digitalisierte Ausgabe der Berlin-Brandenburgischen Akademie der Wissenschaften).
- De locis affectis („Über die erkrankten Körperteile“):
  - Galen on the Affected Parts. Translation from the Greek Text with Explanatory Notes by Rudolph E. Siegel. S. Karger, Basel 1976, (Auszug online)
  - Galeni De locis affectis I–II. Edidit, in linguam Germanicam vertit, commentatus est Florian Gärtner (= Corpus Medicorum Graecorum. Band V 6, 1, 1). De Gruyter-Akademie Forschung, Berlin 2015; Digitalisierte Ausgabe der Berlin-Brandenburgischen Akademie der Wissenschaften)
  - Galeni De locis affectis V-VI. Edidit et in linguam Germanicam vertit C.W. Brunschön. De Gruyter-Akademie Forschung, Berlin 2021 (Corpus medicorum graecorum V 6, 1, 3; Digitalisierte Ausgabe).
- Arthur John Brock: Galen on the natural faculties (Loeb Classical Library). 1916, Classics, MIT
- J. Marquardt, I. Müller, Georg Helmreich (Hrsg.): Claudii Galeni Pergameni Scripta minora. 3 Bände, Leipzig 1884–1893.
- Vivian Nutton: A translation of Galen’s De substantia virtutum naturalium by Niccolò da Reggio. In: Dominik Groß, Monika Reininger (Hrsg.): Medizin in Geschichte, Philologie und Ethnologie. Festschrift für Gundolf Keil. Würzburg 2003, ISBN 3-8260-2176-2, S. 321–331.
- Vivian Nutton: Galen. On problematical movements, Cambridge 2011.
- Galen, Kommentar zu Hippokrates, Über die Gelenke. Die Einleitung und die ersten sechs Kommentarabschnitte von Buch I. Herausgegeben und übersetzt von Christian Brockmann (Digitale Edition der Berlin-Brandenburgischen Akademie der Wissenschaften).
- Galen, Gut beschaffbare Heilmittel / Euporista. Zweisprachige Ausgabe von Kai Brodersen (= Bibliothek der griechischen Literatur. Band 91). Hiersemann, Stuttgart 2020, ISBN 978-3-7772-2038-3
- Galen, Arzt und Philosoph. Fünf autobiographische Schriften. Zweisprachige Ausgabe von Kai Brodersen, Einführung von Florian Steger (= Bibliothek der griechischen Literatur. Band 92). Hiersemann, Stuttgart 2020, ISBN 978-3-7772-2105-2.
- Die verbrannte Bibliothek. Peri Alypias / Über die Unverdrossenheit (zweisprachige Ausgabe). Hrsg. von Kai Brodersen. Marix, Wiesbaden 2015, ISBN 978-3-7374-0962-9.
- Rufus/Soranus/Marcellinus/Galenus: Pulslehre. Hrsg. von Kai Brodersen. KDV, Speyer 2024, ISBN 978-3-939526-68-1
- Pseudo-Galenos: Harnschau. Hrsg. von Kai Brodersen. KDV, Speyer 2024, ISBN 978-3-939526-69-8.

Auswahlausgaben
- Erich Beintker, Wilhelm Kahlenberg: Werke des Galenos. 5 Bände. Hippokrates-Verlag & Cie., Stuttgart 1939–1954 (Band 1 allein von Erich Beintker verantwortet).
  - Band 1: Galens Gesundheitslehre Buch 1–3. 1939
  - Band 2: Galens Gesundheitslehre Buch 4–6. 1941
  - Band 3: Die Kräfte der Nahrungsmittel Buch 1–2. 1948
  - Band 4: Die Kräfte der Nahrungsmittel Buch 3. 1952
  - Band 5: Die Kräfte der Physis (Über die natürlichen Kräfte). 1954
- Oevres anatomiques physiologiques et médicales de Galien. Hrsg. von Charles Daremberg. Paris 1854.
- Antike Heilkunst – Ausgewählte Texte. Hrsg. von Jutta Kollesch und Diethard Nickel. Reclam, Stuttgart 1994, ISBN 3-15-009305-8 (Inhaltsverzeichnis).

Bibliographische Hilfsmittel
- Gerhard Fichtner: Corpus Galenicum. Verzeichnis der galenischen und pseudogalenischen Schriften. Institut für Geschichte der Medizin, Tübingen 1985 und 1997.
- Vivian Nutton: Karl Gottlob Kühn and his edition of the works of Galen. A bibliography. Oxford Microform Publications, Oxford 1976.